# Physalaemus maximus
Physalaemus maximus là một loài ếch trong họ Leptodactylidae. Chúng là loài đặc hữu của Brasil.
Môi trường sống tự nhiên của nó là các khu rừng vùng núi ẩm nhiệt đới hoặc cận nhiệt đới, đầm nước, và đầm nước ngọt có nước theo mùa. Loài này đang bị đe dọa do mất môi trường sống.